# Rampe di Pizzofalcone
Le rampe di Pizzofalcone, note anche come rampe Lamont Young, sono una strada del centro storico di Napoli che sale da via Chiatamone al monte Echia, nel quartiere San Ferdinando.
All'apice delle rampe sorge villa Ebe, opera dell'architetto Lamont Young.
La costruzione delle rampe fu voluta da Ferrante Loffredo, proprietario di palazzo Carafa di Santa Severina. Il tracciamento diretto dall'architetto Benvenuto Tortelli iniziò nel 1579 sulle terre del monastero Crocelle.
La strada fu terminata solo a fine XVIII secolo.
Attivo fino alla prima metà dell'800, via Pizzofalcone ospitava lo Stabilimento Poligrafico "Silvio Pergola e Filippo Cirelli".

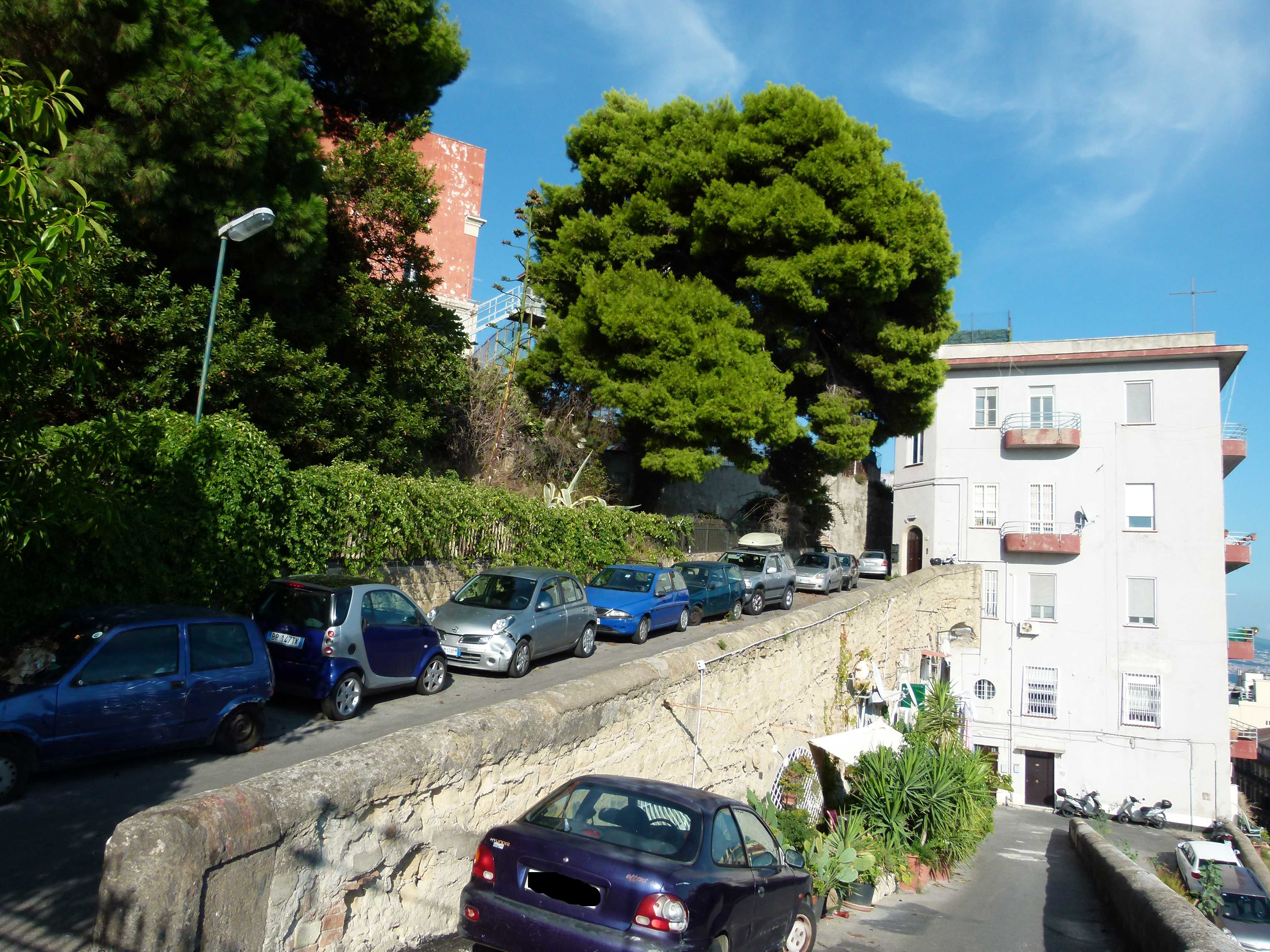
Giardino di Villa Ebe sulle rampe di Pizzofalcone
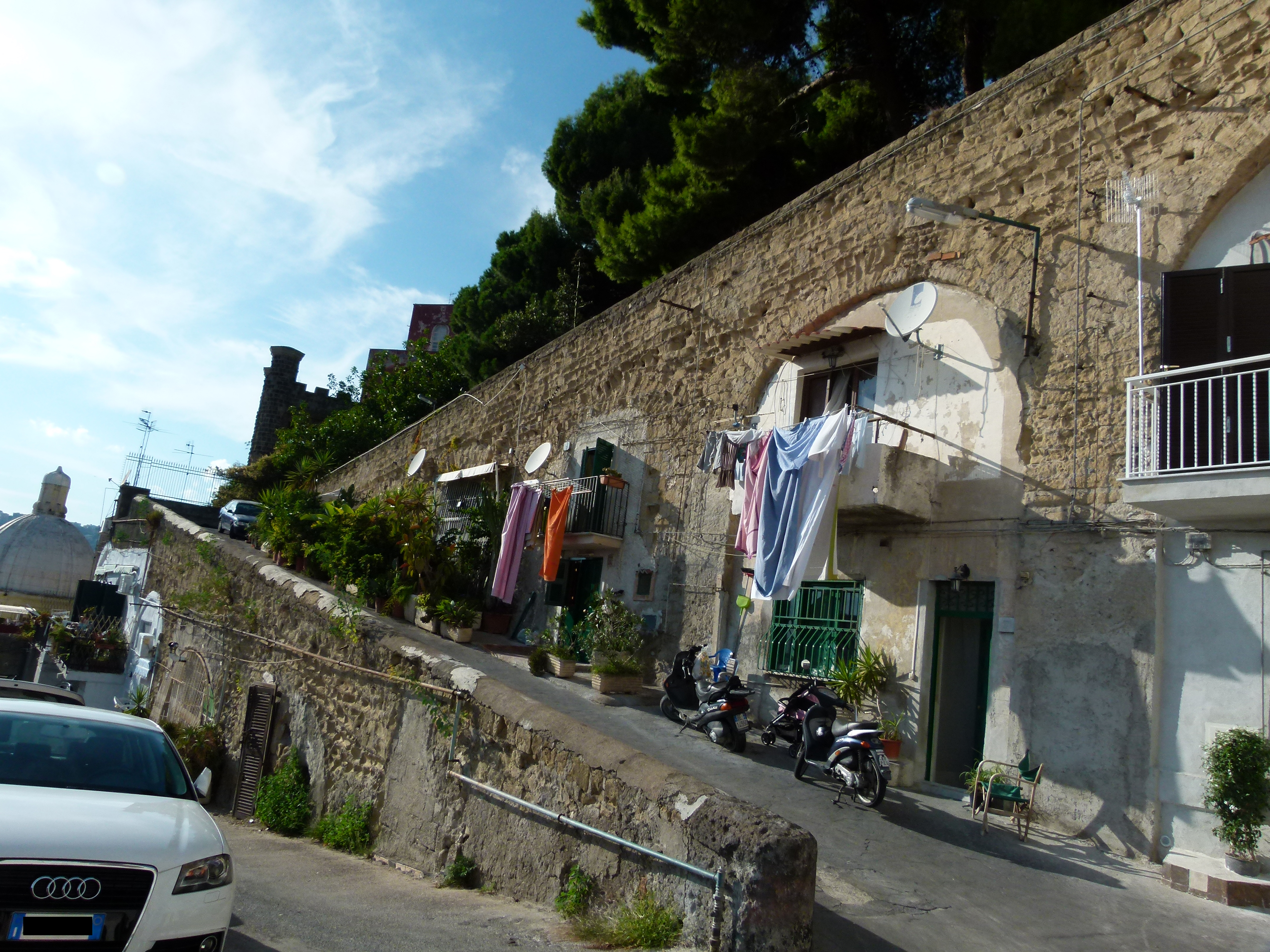
Abitazioni sulle rampe di Pizzofalcone
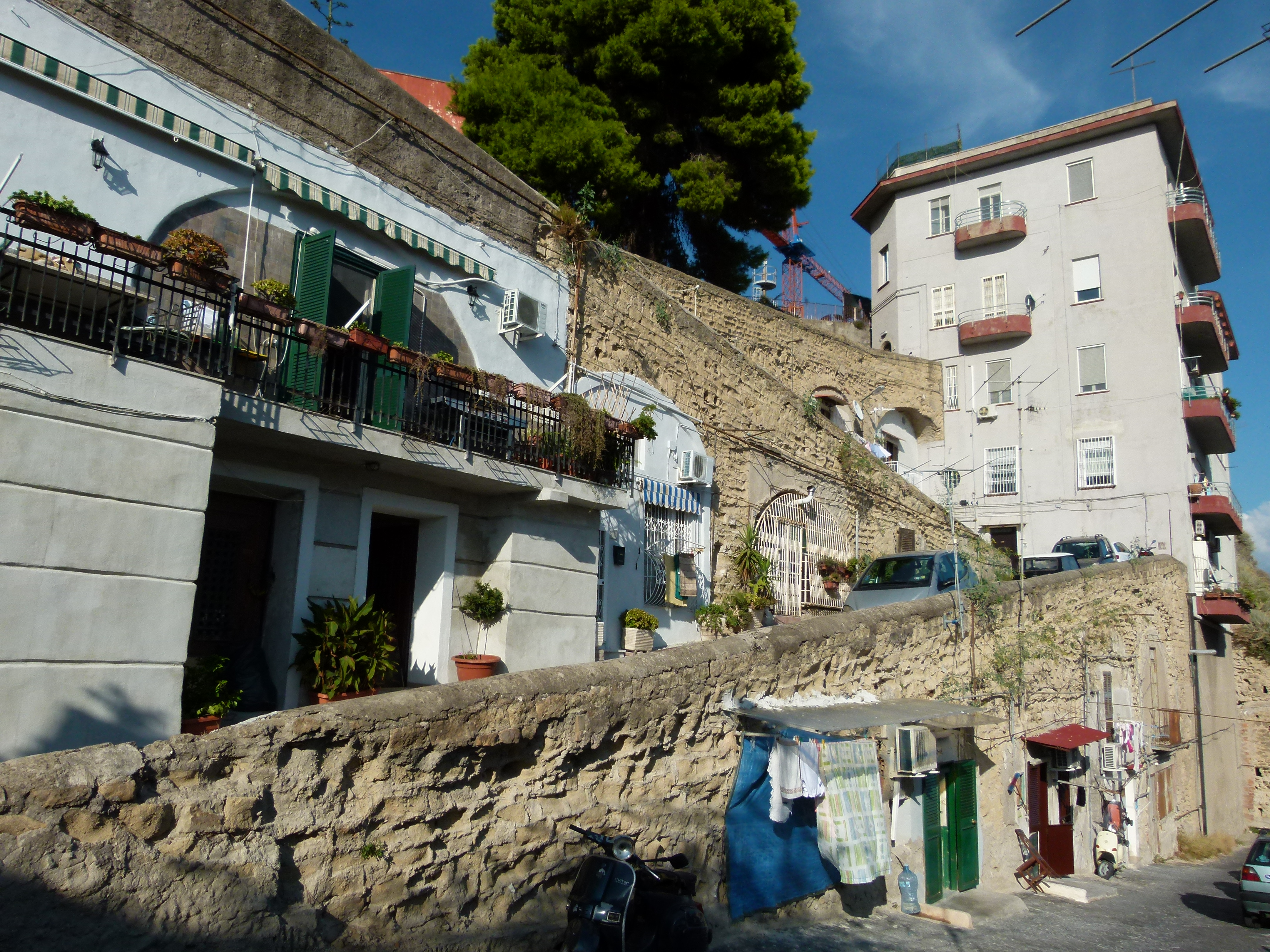
Abitazioni sulle rampe di Pizzofalcone
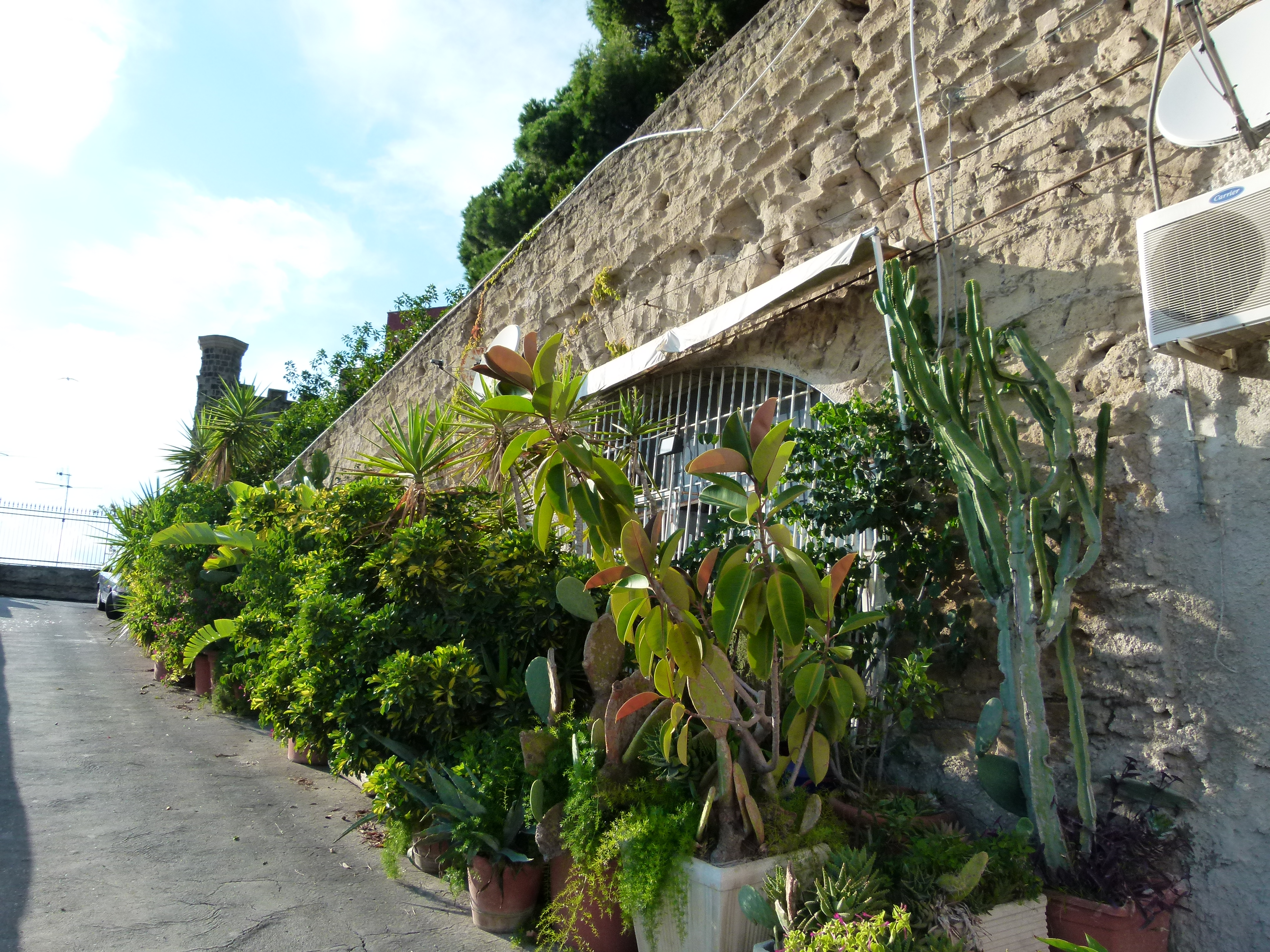
Rampe di Pizzofalcone, sullo sfondo Villa Ebe